# Komsberg

Lagebeziehung zwischen Roggeveldberge und Nuweveldberge

Die Gebirgsregion Komsberg ist ein Abschnitt der Großen Randstufe in der südafrikanischen Provinz Northern Cape.
Die Komsbergregion erstreckt sich auf einer Länge von etwa 45 Kilometern zwischen dem Verlatenkloof Pass (Regionalstraßen R 354 und R 356) und der Schlucht des Dwyka River in dessen Oberlauf. Markanter Gipfel im Komsberg ist der Salpeterkop mit 1766 m, ein vulkanischer Härtling. Diese bildet die höchste Erhebung. In der südöstlichen Komsberglandschaft Besemgoedberge erreicht der höchste Punkt 1742 m. Die mittleren Plateauflächen liegen durchschnittlich etwa 500 m über den Karooebenen zu ihren Füßen. Der Gebirgsaufbau ist hauptsächlich von Sandsteinen und pelitischen Gesteinen der Beaufort-Gruppe in der Karoo-Supergruppe gekennzeichnet.
Die durchschnittlichen Jahresniederschlagsmengen liegen zwischen 200 und 300 mm, von denen 60–70 % im Winter niedergehen. Die Hauptgewässer bilden der Buffels und der Dwyka River, die als Teil des Groot-Gouritz-Systems zum Indischen Ozean entwässern. Hier verläuft die kontinentale Wasserscheide, einen Abschnitt bilden dabei die Höhenzüge in der Abfolge Klein-Roggefeldberge – Komsberg – Nuweveldberge.
Der südliche Abschnitt der Tankwa-Karoo, eingefasst von den Höhenzügen der Klein-Roggeveldberge, Koedoesberge und dem Komsberg, wird als Kom bezeichnet.

## Besiedlung
Die Gebirgsregion mit ihren vorgelagerten Flanken ist von einer geringen Siedlungsdichte gekennzeichnet. Nördlich der Bergregion befindet sich der Ort Sutherland.